# Эттендорф
Эттендорф (фр. Ettendorf) — коммуна на северо-востоке Франции в регионе Гранд-Эст (бывший Эльзас — Шампань — Арденны — Лотарингия), департамент Нижний Рейн, округ Саверн, кантон Буксвиллер. До марта 2015 года коммуна административно входила в состав упразднённого кантона Ошфельден (округ Страсбур-Кампань).
Площадь коммуны — 6,34 км², население — 797 человек (2006) с тенденцией к стабилизации: 792 человека (2013), плотность населения — 124,9 чел/км².

## Население
Население коммуны в 2011 году составляло 805 человек, в 2012 году — 795 человек, а в 2013-м — 792 человека.
| 1962 | 1968 | 1975 | 1982 | 1990 | 1999 | 2006 | 2008 | 2011 | 2012 | 2013 |
| ---- | ---- | ---- | ---- | ---- | ---- | ---- | ---- | ---- | ---- | ---- |
| 665  | 666  | 635  | 606  | 674  | 700  | 797  | 824  | 805  | 795  | 792  |

Динамика населения:

## Экономика
В 2010 году из 563 человек трудоспособного возраста (от 15 до 64 лет) 447 были экономически активными, 116 — неактивными (показатель активности 79,4 %, в 1999 году — 68,6 %). Из 447 активных трудоспособных жителей работали 426 человек (222 мужчины и 204 женщины), 21 числились безработными (9 мужчин и 12 женщин). Среди 116 трудоспособных неактивных граждан 37 были учениками либо студентами, 50 — пенсионерами, а ещё 29 — были неактивны в силу других причин.

## Достопримечательности (фотогалерея)

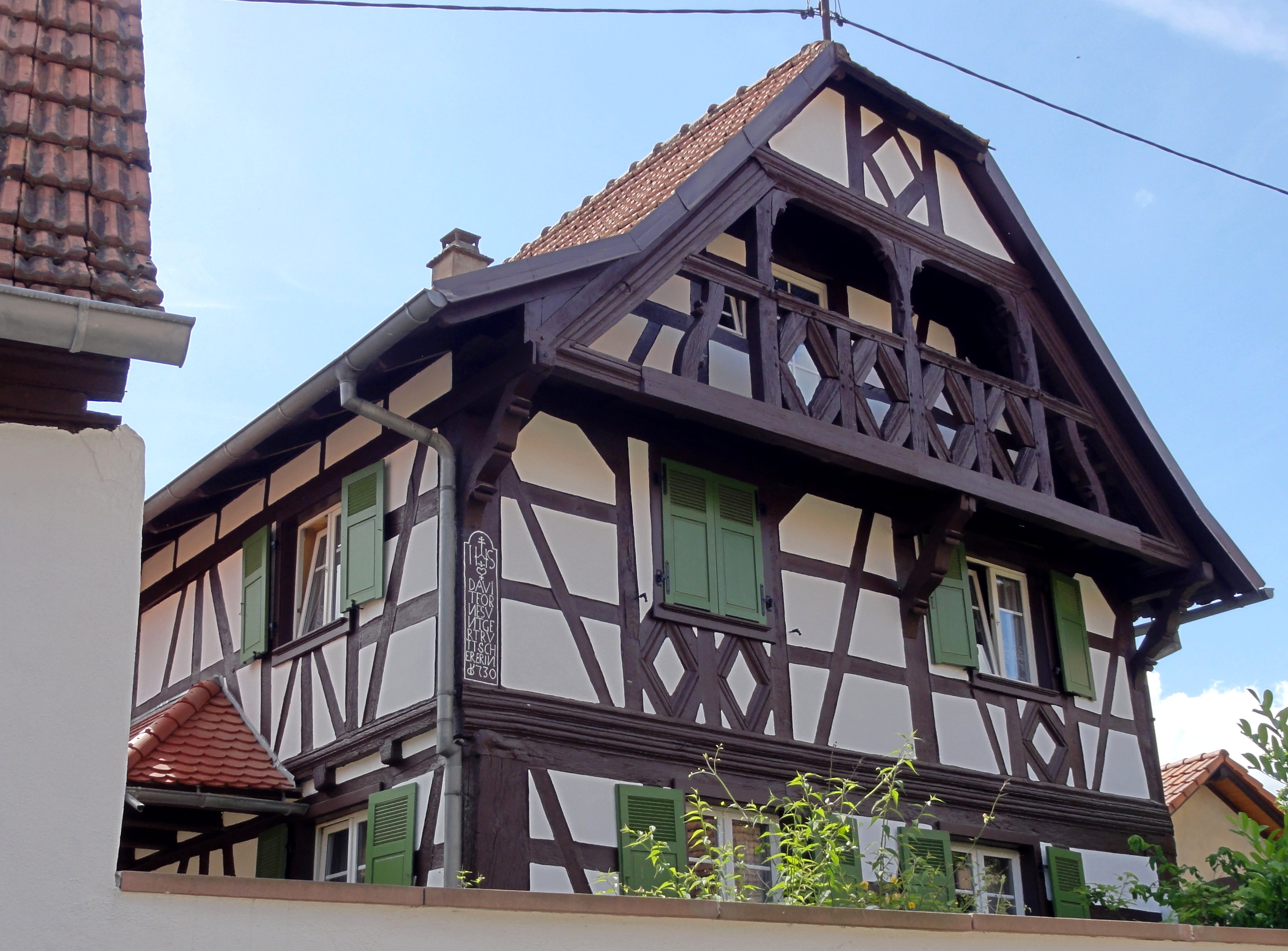
Здание
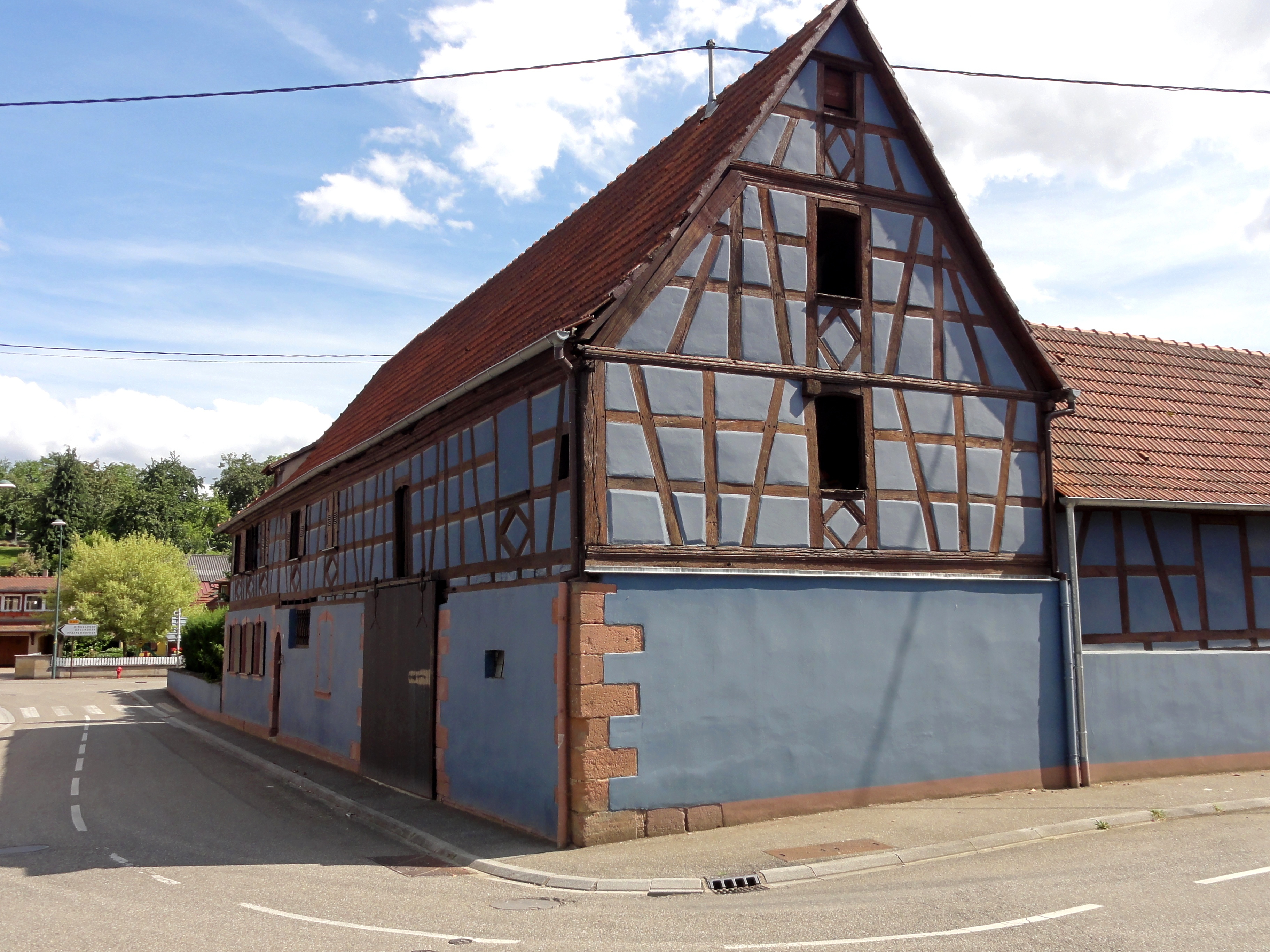
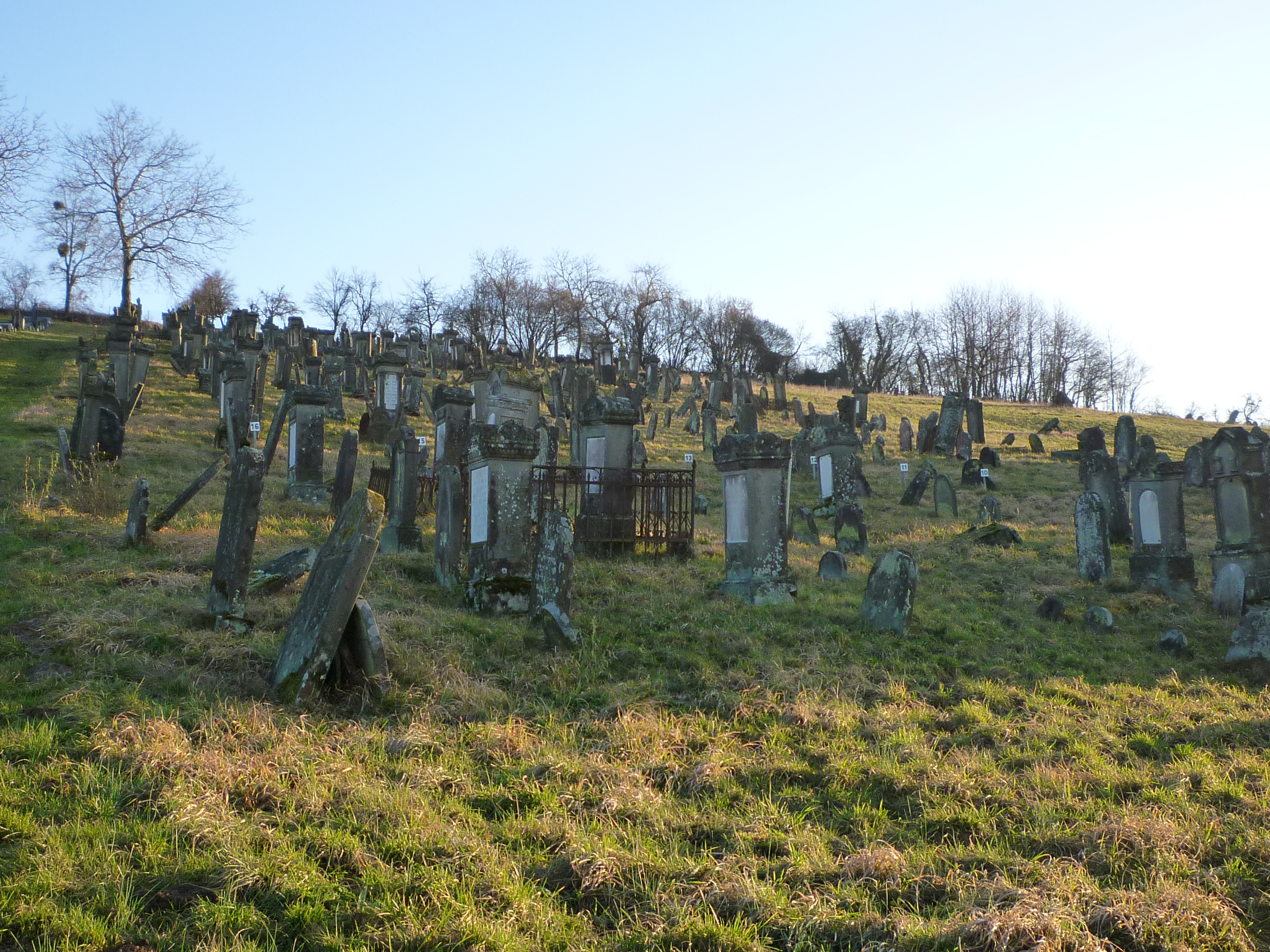
Кладбище